# Kunsill Lokali
Le Kunsill Lokali (conseil local ou localité) est une subdivision administrative de Malte. Les Kunsilli Lokali ont été créés par l’Att Dwar Kunsilli Lokali - Kapitolu 363 (loi no 363 sur les Conseils locaux) du 23 juillet 1993. Il existe 68 Kunsilli Lokali, 54 sur l'île de Malte et 14 sur celle de Gozo. Certains de ces conseils locaux comprennent un Kumitat Amministrattiv (comité de gestion) pour aider à l'administration d'une communauté du Kunsill. Les Kunsilli Lokali sont regroupés au sein de 5 Reġjuni (régions).
La loi de création des Kunsilli Lokali a officialisé les blasons de chaque localité. Un amendement à cette loi a modifié et officialisé le nom de chacune de ces localités.

## Toponymique et blasonnement
La loi Att Dwar Kunsilli Lokali - Kapitolu 363 (Conseils locaux - loi no 363) du 23 juillet 1993 fixe le nom officiel des conseils locaux ou localités maltaises. Elles sont maintenant généralement précédées d'un article Il- ou L- (le/la), d'une préposition Ta’ (de/du) ou Tal (de la/de la) ou encore du nom Ħal ou H’ abréviation de Raħal (village). Une seule porte le nom de ville (belt) c'est La Valette Il-Belt Valletta. La liste donnant le nom officiel de chaque localité est donnée en annexe deuxième de cette loi.
La même loi fixe également le blason officiel de chaque Kunsill Lokali. Ces blasons sont donnés en annexe première de la loi. Il faut remarquer que trois villes Il-Belt Valletta, L-Imdina et Il-Birgu portent en ornement extérieur une couronne murale à quatre tours pour signifier leur rôle de capitale actuelle ou passée. Les huit autres Città portent une couronne murale à trois tours pour rappeler leurs distinctions. Tous les blasons utilisent un ancien écu français. Les devise doivent être officiellement acceptées et publiées au journal officiel.
Aucun drapeau, reprenant ou non le blason, n'est officialisé.

## Nom officiel desKunsilli Lokali
Ci-dessous la liste complète des Kunsilli Lokali dans l'ordre de classement officiel, entre parenthèses le code officiel de chaque Kunsill Lokali suivi du nom officiel de la localité, lieu administratif du Kunsilli Lokali :
- Kunsill Lokali tal-Belt Valletta (VA 01) - localité : Il-Belt Valletta (Città Umilissima) (en anglais : Valletta  et en français : La Valette)
- Kunsill Lokali tal-Imdina (MD 02) - localité : L-Imdina (Città Notabile)
- Kunsill Lokali tal-Birgu (BR 03) - localité : Il-Birgu (Città Vittoriosa)
- Kunsill Lokali tal-Isla (IS 04) - localité L-Isla (Città Senglea ou Città Invicta)
- Kunsill Lokali ta' Bormla (BO 05) - localité : Bormla (Città Cospicua)
- Kunsill Lokali ta' Ħal Qormi (QO 06) - localité : Ħal Qormi (Cillà Pinto)
- Kunsill Lokali ta' Ħaż-Żebbuġ (ZE 07) - localité : Ħaż-Żebbuġ (Città Rohan)
- Kunsill Lokali ta' Ħaż-Żabbar (ZA 08) - localité : Ħaż-Żabbar (Città Hompesch)
  - Kumitat Amministrattiv ta' St Peter's - communauté : St. Peter's (en maltais : San Pietru)
- Kunsill Lokali tas-Siġġiewi (SI 09) - localité : Is-Siġġiewi (Città Ferdinand)
- Kunsill Lokali taż-Żejtun (ZE 10) - localité Iż-Żejtun (Città Beland)
- Kunsill Lokali tar-Rabat (RA 11) - localité : Ir-Rabat
  - Kumitat Amministrattiv Tal-Virtù - communauté : Tal-Virtù
  - Kumitat Amministrattiv ta' Baħrija - communauté : Baħrija
- Kunsill Lokali ta' Ħ'Attard (AT 12) - localité : Ħ'Attard
- Kunsill Lokali ta' Ħal Balzan (BA 13) - localité : Ħal Balzan
- Kunsill Lokali ta' Birkirkara (BI 14) - localité : Birkirkara
  - Kumitat Amministrattiv ta' Fleur-de-Lys - communauté : Fleur-de-Lys
  - Kumitat Amministrattiv ta' Is-Swatar (et du Kunsill Lokali tal-Imsida) - communauté : Is-Swatar
- Kunsill Lokali ta' Birżebbuġa (BZ 15) - localité : Birżebbuġa
- Kunsill Lokali ta' Ħad-Dingli (DI 16) - localité : Ħad-Dingli
- Kunsill Lokali tal-Fgura (FG 17) - localité : Il-Fgura
- Kunsill Lokali tal-Furjana (FL 18) - localité : Il-Furjana (en anglais : Floriana)
- Kunsill Lokali tal-Fontana (FO 19) - localité : Fontana
- Kunsill Lokali tal-Gudja (GU 20) - localité : Il-Gudja
- Kunsill Lokali tal-Gżira (GZ 21) - localité : Il-Gżira
- Kunsill Lokali tal-Għajnsielem (GJ 22) - localité : Għajnsielem
- Kunsill Lokali tal-Għarb (GB 23) - localité : L-Għarb
- Kunsill Lokali ta' Ħal Għargħur (Gh 24) - localité : Ħal Għargħur
- Kunsill Lokali tal-Għasri (GS 25) - localité : L-Għasri
- Kunsill Lokali ta' Ħal Għaxaq (GH 26) - localité : Ħal Għaxaq
- Kunsill Lokali tal-Ħamrun (HA 27) - localité : Il-Ħamrun
- Kunsill Lokali tal-Iklin (IK 28) - localité : L-Iklin
- Kunsill Lokali tal-Kalkara (KA 29) - localité : Il-Kalkara
- Kunsill Lokali Ta' Kerċem (KE 30) - localité : Ta' Kerċem
  - Kumitat Amministrattiv ta' Santa Luċija - communauté : Santa Luċija
- Kunsill Lokali ta' Ħal Kirkop (KI 31) - localité : Ħal Kirkop
- Kunsill Lokali ta' Ħal Lija (LI 32) - localité : Ħal Lija
- Kunsill Lokali ta' Ħal Luqa (LU 33) - localité : Ħal Luqa
  - Kumitat Amministrattiv ta' Ħal Farruġ - communauté : Ħal Farruġ
- Kunsill Lokali tal-Marsa (MX 34) - localité : Il-Marsa
- Kunsill Lokali ta' Marsaskala (MS 35) - localité : Marsaskala
- Kunsill Lokali ta' Marsaxlokk (MA 36) - localité : Marsaxlokk
- Kunsill Lokali tal-Mellieħa (ME 37) - localité : Il-Mellieħa
- Kunsill Lokali tal-Imġarr (MG 38) - localité : L-Imġarr
- Kunsill Lokali tal-Mosta (MO 39) - localité : Il-Mosta
- Kunsill Lokali tal-Imqabba (MQ 40) - localité : L-Imqabba
- Kunsill Lokali tal-Imsida (MS 41) - localité : L-Imsida
  - Kumitat Amministrattiv ta' Is-Swatar (et du Kunsill Lokali ta' Birkirkara) - communauté : Is-Swatar
- Kunsill Lokali tal-Munxar (MU 42) - localité : Il-Munxar
  - Kumitat Amministrattiv tax-Xlendi - communauté : Ix-Xlendi
- Kunsill Lokali tan-Nadur (NA 43) - localité : In-Nadur
- Kunsill Lokali tan-Naxxar (NA 44) - localité : In-Naxxar
  - Kumitat Amministrattiv ta' Baħar iċ-Ċagħaq - communauté : Baħar iċ-Ċagħaq
- Kunsill Lokali ta' Raħal Ġdid (PA 45) - localité : Paola
- Kunsill Lokali ta' Pembroke (PE 46) - localité : Pembroke
- Kunsill Lokali tal-Pietà (PI 47) - localité : Pietà (Malte)
  - Kumitat Amministrattiv ta' Gwardamanġa - communauté : Gwardamanġa
- Kunsill Lokali tal-Qala (QA 48) - localité : Il-Qala
- Kunsill Lokali tal-Qrendi (QR 49) - localité : Il-Qrendi
- Kunsill Lokali tar-Rabat (RA 50) - localité : Ir-Rabat (Città Victoria)
- Kunsill Lokali ta' Ħal Safi (SA 51) - localité : Ħal Safi
- Kunsill Lokali ta' San Ġiljan (SG 52) - localité : San Ġiljan
  - Kumitat Amministrattiv ta' Paceville - communauté : Paceville
- Kunsill Lokali ta' San Ġwann (SN 53) - localité : San Ġwann
  - Kumitat Amministrattiv tal-Kappara - communauté : Il-Kappara
- Kunsill Lokali ta' San Lawrenz (SL 54) - localité : San Lawrenz
- Kunsill Lokali ta' San Pawl il-Baħar (SP 55) - localité : San Pawl il-Baħar (en anglais : St. Paul's Bay)
  - Kumitat Amministrattiv ta' Burmarrad - communauté : Burmarrad
- Kunsill Lokali Ta' Sannat (SA 56) - localité : Ta' Sannat
- Kunsill Lokali ta' Santa Luċija (SL 57) - localité : Santa Luċija
- Kunsill Lokali ta' Santa Venera (SV 58) - localité : Santa Venera
- Kunsill Lokali ta' Tas-Sliema (SL 59) - localité : Tas-Sliema
- Kunsill Lokali tas-Swieqi (SW 60) - localité : Is-Swieqi
  - Kumitat Amministrattiv tal-Madliena - communauté : Il-Madliena
- Kunsill Lokali Ta' Xbiex (TA 61) - localité : Ta' Xbiex
- Kunsill Lokali ta' Ħal Tarxien (TA 62) - localité : Ħal Tarxien
- Kunsill Lokali tax-Xagħra (XA 63) - localité : Ix-Xagħra
- Kunsill Lokali tax-Xewkija (XE 64) - localité : Ix-Xewkija
- Kunsill Lokali tax-Xgħajra (XG 65) - localité : Ix-Xgħajra
- Kunsill Lokali taż-Żebbuġ (ZE 66) - localité : Iż-Żebbuġ
  - Kumitat Amministrattiv ta' Marsalforn - communauté : Marsalforn
- Kunsill Lokali taż-Żurrieq (ZU 67) - localité : Iż-Żurrieq
  - Kumitat Amministrattiv ta' Bubagra - communauté : Bubagra
- Kunsill Lokali tal-Imtarfa (MT 68) - localité : L-Imtarfa